# Anagyrus mirzai
Anagyrus mirzai is een vliesvleugelig insect uit de familie Encyrtidae. De wetenschappelijke naam is voor het eerst geldig gepubliceerd in 1959 door Agarwal & Alam.